# Gahnite
La gahnite, ZnAl2O4, est un minéral rare appartenant au groupe du spinelle. Il forme des cristaux octaédriques qui peuvent être verts, bleus, jaunes, bruns ou gris. Il se forme souvent comme produit d'altération de la sphalérite dans les dépôts massifs altérés de sulfure comme à Broken Hill en Australie. D'autres occurrences incluent Falun en Suède où on le trouve dans des pegmatites et des skarns, à Charlemont au Massachusetts, à Spruce Pine en Caroline du Nord, dans le district de White Picacho en Arizona, à Topsham dans le Maine et à Franklin dans le New Jersey aux États-Unis,.
Il fut décrit pour la première fois en 1807 pour une occurrence dans la mine de Falun, Falun, Dalarna en Suède, et nommé d'après le chimiste suédois Johan Gottlieb Gahn (1745–1818), le découvreur de l'élément manganèse,. Il est parfois appelé zinc spinel.